# Wayne (Nebraska)
Wayne – miasto w Stanach Zjednoczonych, w stanie Nebraska, siedziba administracyjna hrabstwa Wayne.